# یوجی ناکا
یوجی ناکا (انگلیسی: Yuji Naka؛ زادهٔ ۱۷ سپتامبر ۱۹۶۵) یک طراح بازی و برنامه‌نویس اهل ژاپن است. وی طراح و برنامه‌نویس مشهورترین شخصیت بازی‌های رایانه ای تاریخ بعد از پک من و ماریو یعنی سونیک بوده‌است.
یوجی ناکا پس از عرضه ناموق آخرین بازی خود با نام Balan Wonderworld، در تاریخ 6 ژوئن سال 2021 میلادی، با انتشار توئیتی از شرکت اسکوئر انیکس (Square Enix) و دنیای بازی‌سازی خداحافظی کرد.